# Schefflera banahaensis
Schefflera banahaensis är en araliaväxtart som beskrevs av Elmer Drew Merrill. Schefflera banahaensis ingår i släktet Schefflera och familjen araliaväxter. Inga underarter finns listade.